# Country-Musik 1980
Die Liste bietet eine Übersicht über das Jahr 1980 im Genre Country-Musik.

## Hits

### Nummer-1-Hits
Die folgende Liste umfasst die Nummer-eins-Hits der Billboard Hot Country Songs des US-amerikanischen Musikmagazines Billboard chronologisch nach Wochenplatzierung.
- 5. Januar – Coward of the County – Kenny Rogers
- 26. Januar – I'll Be Coming Back For More – T.G. Sheppard
- 9. Februar – Leaving Louisiana in the Broad Daylight – Oak Ridge Boys
- 16. Februar – Love Me Over Again – Don Williams
- 23. Februar – Years – Barbara Mandrell
- 1. März – Ain't Livin' Long Like This – Waylon Jennings
- 8. März – My Heroes Have Always Been Cowboys – Willie Nelson
- 22. März – Why Don't You Spend the Night – Ronnie Milsap
- 29. März – I'd Love to Lay You Down – Conway Twitty
- 5. April – Sugar Daddy – Bellamy Brothers
- 12. April – Honky Tonk Blues – Charley Pride
- 19. April – It's Like We Never Said Goodbye – Crystal Gayle
- 26. April – A Lesson in Leavin‘ – Dottie West
- 3. Mai – Are You on the Road to Lovin' Me Again – Debby Boone
- 10. Mai – Beneath Still Waters – Emmylou Harris
- 17. Mai – Gone Too Far – Eddie Rabbitt
- 24. Mai – Starting Over Again – Dolly Parton
- 31. Mai – My Heart – Ronnie Milsap
- 21. Juni – One Day at a Time – Cristy Lane
- 28. Juni – Trying to Love Two Women – Oak Ridge Boys
- 5. Juli – He Stopped Loving Her Today – George Jones
- 12. Juli – You Win Again – Charley Pride
- 19. Juli – Bar Room Buddies – Merle Haggard and Clint Eastwood
- 26. Juli – True Love Ways – Mickey Gilley
- 2. August – Dancin' Cowboys – Bellamy Brothers
- 9. August – Stand By Me – Mickey Gilley
- 16. August – Tennessee River – Alabama
- 23. August – Drivin' My Life Away – Eddie Rabbitt
- 30. August – Cowboys and Clowns – Ronnie Milsap
- 6. September – Lookin' For Love – Johnny Lee
- 27. September – Old Flames Can't Hold a Candle to You – Dolly Parton
- 4. Oktober – Do You Wanna Go to Heaven – T.G. Sheppard
- 11. Oktober – Loving Up a Storm – Razzy Bailey
- 18. Oktober – I Believe in You – Don Williams
- 1. November – Good Ol' Boys – Waylon Jennings
- 8. November – On the Road Again – Willie Nelson
- 15. November – Could I Have This Dance – Anne Murray
- 22. November – Lady – Kenny Rogers
- 29. November – If You Ever Change Your Mind – Crystal Gayle
- 6. Dezember – Smoky Mountain Rain – Ronnie Milsap
- 13. Dezember – Why Lady Why – Alabama
- 20. Dezember – That's All That Matters – Mickey Gilley
- 27. Dezember – One in a Million – Johnny Lee

### Weitere Hits
- Blue Heartache – Gail Davies
- The Blue Side – Crystal Gayle
- Broken Trust – Brenda Lee (mit den Oak Ridge Boys)
- Charlotte's Web – Statler Brothers
- Crackers – Barbara Mandrell
- Clyde – Waylon Jennings
- The Cowboy and the Dandy – Brenda Lee
- Daydream Believer – Anne Murray
- Don't Fall in Love With a Dreamer – Kenny Rogers und Kim Carnes
- Faded Love – Willie Nelson und Ray Price
- Friday Night Blues – John Conlee
- Good Ol' Boys Like Me – Don Williams
- Hard Times – Lacy J. Dalton
- Holding the Bag – Moe Bandy und Joe Stampley
- I'm Already Blue – The Kendalls
- I'm Not Ready Yet – George Jones
- It's Hard to Be Humble – Mac Davis
- It's True Love – Conway Twitty und Loretta Lynn
- Let's Get It While the Getting's Good – Eddy Arnold
- Let's Keep It That Way – Mac Davis
- Love the World Away – Kenny Rogers
- Lying Time Again – Mel Tillis
- Making Plans – Porter Wagoner und Dolly Parton
- Men – Charly McClain
- Midnight Rider – Willie Nelson
- Misery and Gin – Merle Haggard
- Old Habits – Hank Williams Jr.
- Over – Leon Everette
- Pour Me Another Tequila – Eddie Rabbitt
- Save Your Heart For Me – Jacky Ward
- She Just Started Liking Cheating Songs – John Anderson
- Smooth Sailing – T.G. Sheppard
- Take Me to Your Lovin' Place – Larry Gatlin
- Tell Ole I Ain't Here – Moe Bandy und Joe Stampley
- Temporarily Yours – Jeanne Pruett
- That Lovin' You Feelin Again – Roy Orbison und Emmylou Harris
- That's What I Get For Loving You – Eddy Arnold
- Tumbleweed – Sylvia
- Two Story House – George Jones und Tammy Wynette
- The Way I Am – Merle Haggard
- Wayfaring Stranger – Emmylou Harris
- Women I've Never Had – Hank Williams Jr.
- You Know Just What I'd Do – Conway Twitty und Loretta Lynn
- (You Lift Me) Up to Heaven – Reba McEntire
- Your Body is an Outlaw – Mel Tillis

## Alben

### Nummer-1-Alben
Die folgende Liste umfasst die Nummer-eins-Hits der Billboard Top Country Albums des US-amerikanischen Musikmagazines Billboard chronologisch nach Wochenplatzierung.
- seit 29. Dezember 1979 – Kenny – Kenny Rogers
- 3. Mai – There's a Little Bit of Hank in Me – Charley Pride
- 10. Mai – Gideon – Kenny Rogers
- 31. Mai – Greatest Hits – Waylon Jennings
- 12. Juli – Music Man – Waylon Jennings
- 2. August – Urban Cowboy (Original Motion Picture Soundtrack) – Verschiedene Interpreten
- 13. September – Horizon – Eddie Rabbitt
- 4. Oktober – Honeysuckle Rose (Music from the Original Soundtrack) – Willie Nelson & Family
- 15. November – Greatest Hits – Kenny Rogers
- 20. Dezember – Greatest Hits – Ronnie Milsap

### Weitere Alben
- Dolly, Dolly, Dolly! – Dolly Parton
- Lonestar Cowboy – Donna Fargo
- Milsap Magic – Ronnie Milsap
- My Home's in Alabama – Alabama
- Roses in the Snow – Emmylou Harris
- The Way I Am – Merle Haggard

## Neue Mitglieder der Hall of Fames

### Country Music Hall of Fame
- Johnny Cash
- Connie B. Gay
- Sons of the Pioneers

### Nashville Songwriters Hall of Fame
- Ted Harris
- Mickey Newbury
- Ben Peters,
- Ray Stevens[3]

## Geboren
- 1. April – Kip Moore
- 3. Juli – Sarah Buxton

## Gestorben
- 04. April – Red Sovine
- 11. April – Cousin Emmy
- 14. Mai – Jimmy Voytek
- 16. Juni – Bob Nolan

## Die wichtigsten Auszeichnungen

### Grammy Awards
- Beste weibliche Gesangsdarbietung – Country (Best Country Vocal Performance, Female) – Emmylou Harris – Blue Kentucky Girl
- Beste männliche Gesangsdarbietung – Country (Best Country Vocal Performance, Male) – Kenny Rogers – The Gambler
- Beste Countrydarbietung eines Duos oder einer Gruppe mit Gesang (Best Country Performance By A Duo Or Group With Vocal) – Charlie Daniels Band – The Devil Went Down To Georgia
- Bestes Darbietung eines Countryinstrumentals (Best Country Instrumental Performance) – Doc Watson & Merle Watson – Big Sandy / Leather Breetches
- Bester Countrysong (Best Country Song) – You Decorated My Life – Autoren: Bob Morrison & Debbie Hupp, Interpret: Kenny Rogers [4]

### Academy of Country Music Awards
- Entertainer Of The Year – Willie Nelson
- Song Of The Year – It's A Cheatin' Situation – Moe Bandy – Autoren: Sony Throckmorton, Curly Putman
- Single Of The Year – All The Gold In California – Larry Gatlin
- Album Of The Year – Straight Ahead – Larry Gatlin
- Top Male Vocalist – Larry Gatlin
- Top Female Vocalist – Crystal Gayle
- Top Vocal Duo – Joe Stampley und Moe Bandy
- Top New Male Vocalist – R. C. Bannon
- Top New Female Vocalist – Lacy J. Dalton

### Country Music Association Awards
- Entertainer of the Year – Barbara Mandrell
- Song Of The Year – He Stopped Loving Her Today – George Jones – Autoren: Bobby Braddock, Curly Putman
- Single Of The Year – He Stopped Loving Her Today – George Jones
- Album Of The Year – Coal Miner's Daughter – Original Movie Soundtrack
- Male Vocalist Of The Year – George Jones
- Female Vocalist Of The Year – Emmylou Harris
- Vocal Duo Of The Year – Moe Bandy & Joe Stampley
- Vocal Group Of The Year – Statler Brothers
- Instrumentalist Of The Year – Roy Clark
- Instrumental Group Of The Year – Charlie Daniels Band

### American Music Awards
- Favorite Country Male Artist – Kenny Rogers
- Favorite Country Female Artist – Crystal Gayle
- Favorite Country Band/Duo/Group – The Statler Brothers
- Favorite Country Album – The Gambler – Kenny Rogers
- Favorite Country Song – Sleeping Single in a Double Bed – Barbara Mandrell